# Apocalypse (Thundercat)
Apocalypse è il secondo album in studio del musicista statunitense Thundercat, pubblicato nel 2013.

## Tracce
Testi e musiche di Thundercat e Flying Lotus, eccetto dove indicato.
1. Tenfold – 3:04
2. Heartbreaks + Setbacks – 3:23
3. The Life Aquatic (Thundercat) – 2:36
4. Special Stage – 2:56
5. Tron Song – 2:34
6. Seven – 2:16
7. Oh Sheit It's X – 3:47
8. Without You (Thundercat) – 4:41
9. Lotus, the Jondy – 4:52
10. Evangelion – 2:20
11. We'll Die – 0:55
12. A Message for Austin/Praise the Lord/Enter the Void – 6:35